# Ramon Maria Carrera Savall

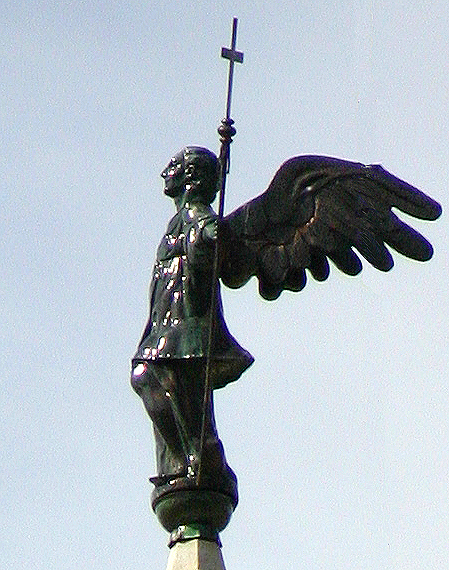
Àngel de la catedral de Girona.

Ramon Maria Carrera Savall (Banyoles, 1925 - 16 de març de 2020) fou un pintor i escultor català.
Era fill de l'escultor Joan Carrera Dellunder. Estudià art a l'Escola Municipal d'Art de Girona, a l'Acadèmia de Joan Orihuel i a l'Escola Superior de Belles Arts de Sant Jordi de Barcelona. Com el seu pare, també es dedicà a la docència i fou catedràtic d'escultura i director durant molts anys, de l'Escola Municipal de Belles Arts de Girona.

Entre les seves obres més emblemàtiques hi ha l'àngel de la Catedral de Girona. L'obra, feta d'aram i d'una mida d'1,85 metres està situat al punt més alt de la ciutat. S'hi va instal·lar el 6 de juny del 1968 i en va substituir una de bronze molt deteriorada. Destaquen també un conjunt de peces de la Clínica Salus Infirmorum de Banyoles, el Relleu de Santa Elena, a la clínica San José de Madrid, el Noi llegint del col·legi banyolí Baldiri Reixach o l'escultura dels dos amfibis coneguda popularment com les granotes del parc Central de Girona.

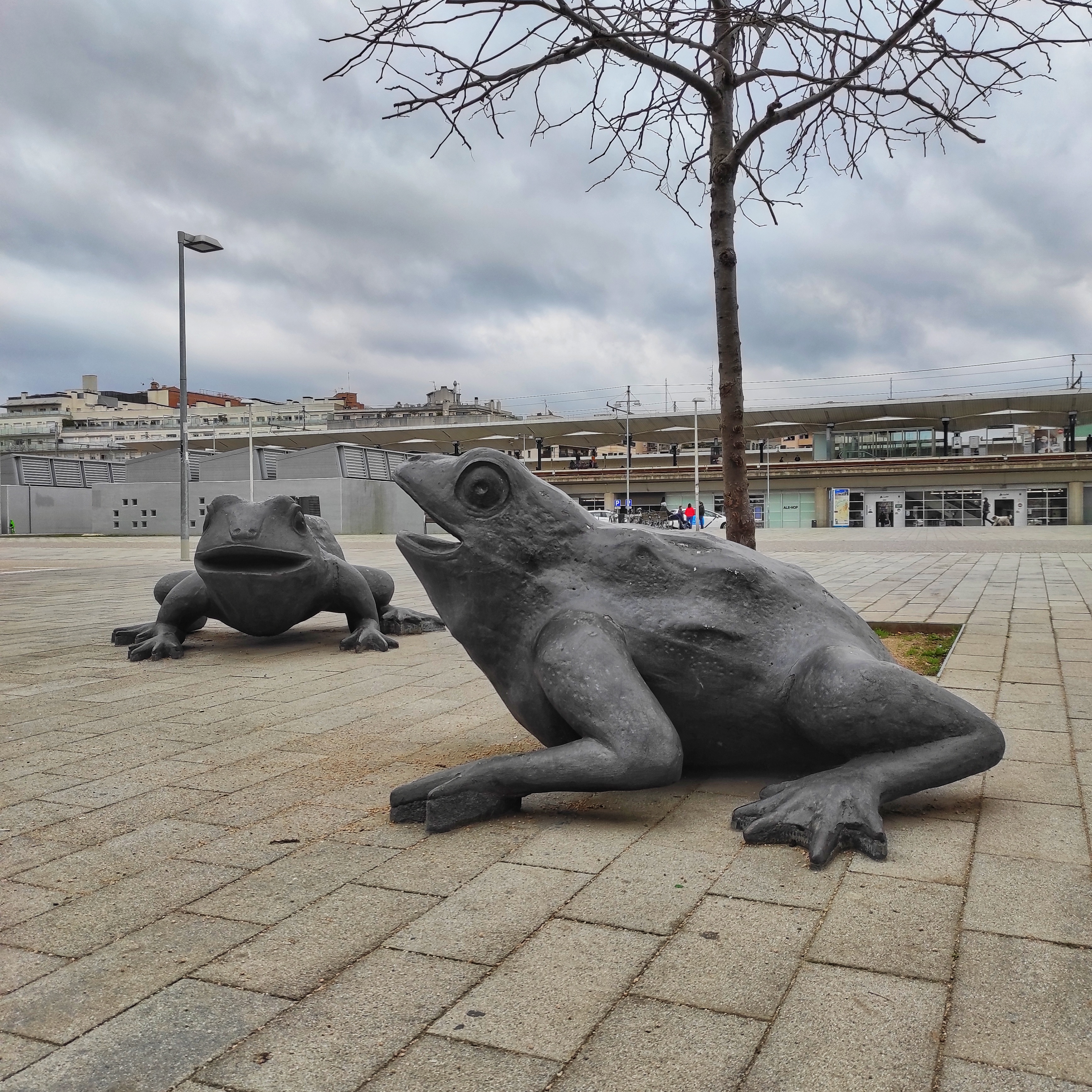
"Dos amfibis" (1990), de Ramon Maria Carrera, al Parc Central de Girona.